# Qualifications pour la Coupe du monde de rugby à XV 1995
Navigation
Qualifications Coupe du monde 1991 Qualifications Coupe du monde 1999
Les qualifications pour la Coupe du monde de rugby à XV 1995  se disputent de 1992 à 1994. Quarante-cinq nations sont en lice pour briguer l'une des sept places restant à attribuer en phase finale.

## Qualifiés

### Qualifiés d'office
Avec le pays hôte, l'Afrique du Sud, les quarts de finaliste de la Coupe du monde 1991 sont qualifiés d'office.
- Afrique du Sud, pays hôte
- Australie, vainqueur
- Angleterre, finaliste
- Nouvelle-Zélande, troisième
- Écosse, quatrième
- France, quart de finaliste
- Irlande, quart de finaliste
- Samoa, quart de finaliste
- Canada, quart de finaliste

### Autres qualifiés
- Côte d'Ivoire (Afrique 1)
- Argentine (Amériques 1)
- Japon (Asie 1)
- Pays de Galles (Europe 1)
- Italie (Europe 2)
- Roumanie (Europe 3)
- Tonga (Océanie 1)

## 1. Afrique

### Poule 1
La poule se joue à Nairobi, capitale du Kenya. Quatre nations se disputent deux places pour la poule finale.
| Rang | Nation         | J | V | N | D | Pm  | Pe  | Diff | Pts |
| ---- | -------------- | - | - | - | - | --- | --- | ---- | --- |
| 1    | Namibie        | 3 | 3 | 0 | 0 | 165 | 45  | +120 | 9   |
| 2    | Zimbabwe       | 3 | 2 | 0 | 1 | 108 | 69  | +39  | 7   |
| 3    | Kenya          | 3 | 1 | 0 | 2 | 40  | 125 | -85  | 5   |
| 4    | Golfe Persique | 3 | 0 | 0 | 3 | 64  | 138 | -74  | 3   |

|  | Qualifiés pour la poule finale |

| 3 juillet 1993  | Nairobi | Namibie  | 64 – 20 | Golfe Persique |
| 3 juillet 1993  | Nairobi | Zimbabwe | 42 – 7  | Kenya          |
| 7 juillet 1993  | Nairobi | Namibie  | 60 – 9  | Kenya          |
| 7 juillet 1993  | Nairobi | Zimbabwe | 50 – 21 | Golfe Persique |
| 10 juillet 1993 | Nairobi | Kenya    | 24 – 23 | Golfe Persique |
| 10 juillet 1993 | Nairobi | Namibie  | 41 – 16 | Zimbabwe       |

### Poule 2
Dans la capitale tunisienne, la Côte d'Ivoire, le Maroc et la Tunisie se disputent les deux places qualificatives pour la poule finale.
| Rang | Nation        | J | V | N | D | Pm | Pe | Diff | Pts |
| ---- | ------------- | - | - | - | - | -- | -- | ---- | --- |
| 1    | Côte d'Ivoire | 2 | 2 | 0 | 0 | 34 | 19 | +15  | 6   |
| 2    | Maroc         | 2 | 1 | 0 | 1 | 9  | 20 | -11  | 4   |
| 3    | Tunisie       | 2 | 0 | 0 | 2 | 21 | 25 | -4   | 2   |

|  | Qualifiés pour la poule finale |

| 26 octobre 1993 | Tunis | Tunisie       | 16 – 19 | Côte d'Ivoire |
| 28 octobre 1993 | Tunis | Tunisie       | 5 – 6   | Maroc         |
| 30 octobre 1993 | Tunis | Côte d'Ivoire | 15 – 3  | Maroc         |

### Poule finale
Les deux équipes qualifiées de chacune des deux poules s'affrontent sur un match pour désigner celle qui s'attribue le ticket  Afrique 1.
| Rang | Nation        | J | V | N | D | Pm | Pe | Diff | Pts |
| ---- | ------------- | - | - | - | - | -- | -- | ---- | --- |
| 1    | Côte d'Ivoire | 3 | 2 | 0 | 1 | 39 | 39 | 0    | 7   |
| 2    | Namibie       | 3 | 1 | 1 | 1 | 53 | 49 | +4   | 6   |
| 3    | Maroc         | 3 | 1 | 1 | 1 | 42 | 46 | -4   | 6   |
| 4    | Zimbabwe      | 3 | 1 | 0 | 2 | 51 | 51 | 0    | 5   |

|  | Qualifiée pour la Coupe du monde |

| 14 juin 1994 | Casablanca | Maroc         | 17 – 9  | Côte d'Ivoire |
| 14 juin 1994 | Casablanca | Namibie       | 25 – 20 | Zimbabwe      |
| 16 juin 1994 | Casablanca | Côte d'Ivoire | 13 – 12 | Namibie       |
| 16 juin 1994 | Casablanca | Maroc         | 9 – 21  | Zimbabwe      |
| 18 juin 1994 | Casablanca | Côte d'Ivoire | 17 – 10 | Zimbabwe      |
| 18 juin 1994 | Casablanca | Maroc         | 16 – 16 | Namibie       |

## 2. Amériques
La zone Amériques est divisée en Nord et Sud qui désignent chacune une représentante. Celles-ci s'affrontent en finale pour désigner l'équipe Amériques 1 à la Coupe du monde.

### Amérique du Nord
Les États-Unis se qualifient pour la finale : 
| 12 mars 1994 | Hamilton | États-Unis | 60 – 3 | Bermudes |

### Amérique du Sud
L'Argentine se qualifie pour la finale.
| Rang | Nation    | J | V | N | D | Pm  | Pe  | Diff | Pts |
| ---- | --------- | - | - | - | - | --- | --- | ---- | --- |
| 1    | Argentine | 3 | 3 | 0 | 0 | 140 | 20  | +120 | 9   |
| 2    | Uruguay   | 3 | 2 | 0 | 1 | 91  | 28  | +63  | 7   |
| 3    | Paraguay  | 3 | 1 | 0 | 2 | 31  | 142 | -111 | 5   |
| 4    | Chili     | 3 | 0 | 0 | 3 | 37  | 109 | -72  | 3   |

|  | Qualifiée pour la finale |

| 26 septembre 1993 | Santiago du Chili | Chili     | 24 – 25 | Paraguay  |
| 2 octobre 1993    | Asuncion          | Paraguay  | 3 – 67  | Uruguay   |
| 9 octobre 1993    | Montevideo        | Uruguay   | 14 – 6  | Chili     |
| 11 octobre 1993   | Buenos Aires      | Argentine | 70 – 7  | Chili     |
| 16 octobre 1993   | Buenos Aires      | Argentine | 51 – 3  | Paraguay  |
| 23 octobre 1993   | Montevideo        | Uruguay   | 10 – 19 | Argentine |

### Finale
L'Argentine se qualifie (Amériques 1) en battant les États-Unis en matches aller et retour.
| 28 mai 1994  | Long Beach   | États-Unis | 22 – 28 | Argentine  |
| 20 juin 1994 | Buenos Aires | Argentine  | 16 – 11 | États-Unis |

## 3. Asie
Un tournoi en deux poules a lieu à Kuala Lumpur, capitale de la Malaisie, entre huit nations asiatiques. Le Japon le remporte en battant la Corée du Sud en finale et se qualifie pour la Coupe du monde en tant qu'Asie 1.

### Poule 1
| Rang | Nation         | J | V | N | D | Pm  | Pe  | Diff | Pts |
| ---- | -------------- | - | - | - | - | --- | --- | ---- | --- |
| 1    | Japon          | 3 | 3 | 0 | 0 | 220 | 17  | +203 | 9   |
| 2    | Taipei chinois | 3 | 2 | 0 | 1 | 53  | 80  | -27  | 7   |
| 3    | Malaisie       | 3 | 1 | 0 | 2 | 47  | 138 | -91  | 5   |
| 4    | Sri Lanka      | 3 | 0 | 0 | 3 | 30  | 115 | -85  | 3   |

|  | Qualifié pour la finale |

| 22 octobre 1994 | Kuala Lumpur | Malaisie       | 23 – 18 | Sri Lanka      |
| 22 octobre 1994 | Kuala Lumpur | Japon          | 56 – 5  | Taipei chinois |
| 24 octobre 1994 | Kuala Lumpur | Malaisie       | 15 – 23 | Taipei chinois |
| 24 octobre 1994 | Kuala Lumpur | Japon          | 67 – 3  | Sri Lanka      |
| 26 octobre 1994 | Kuala Lumpur | Taipei chinois | 25 – 9  | Sri Lanka      |
| 26 octobre 1994 | Kuala Lumpur | Malaisie       | 9 – 97  | Japon          |

### Poule 2
| Rang | Nation       | J | V | N | D | Pm  | Pe  | Diff | Pts |
| ---- | ------------ | - | - | - | - | --- | --- | ---- | --- |
| 1    | Corée du Sud | 3 | 3 | 0 | 0 | 183 | 31  | +152 | 9   |
| 2    | Hong Kong    | 3 | 2 | 0 | 1 | 274 | 41  | +233 | 7   |
| 3    | Thaïlande    | 3 | 1 | 0 | 2 | 80  | 163 | -83  | 5   |
| 4    | Singapour    | 3 | 0 | 0 | 3 | 21  | 323 | -302 | 3   |

|  | Qualifiée pour la finale |

| 23 octobre 1994 | Kuala Lumpur | Corée du Sud | 28 – 17  | Hong Kong |
| 23 octobre 1994 | Kuala Lumpur | Thaïlande    | 69 – 5   | Singapour |
| 25 octobre 1994 | Kuala Lumpur | Hong Kong    | 93 – 0   | Thaïlande |
| 25 octobre 1994 | Kuala Lumpur | Corée du Sud | 90 – 3   | Singapour |
| 27 octobre 1994 | Kuala Lumpur | Hong Kong    | 164 – 13 | Singapour |
| 27 octobre 1994 | Kuala Lumpur | Corée du Sud | 65 – 11  | Thaïlande |

### Finales

#### Match pour la troisième place
| 29 octobre 1994 | Kuala Lumpur | Hong Kong | 80 – 26 | Taipei chinois |

#### Finale
| 29 octobre 1994 | Kuala Lumpur | Japon | 26 – 11 | Corée du Sud |

Le Japon conquiert la place Asie 1.

## 4. Europe
22 équipes se rencontrent pour attribuer trois places. Le pays de Galles, l'Italie et la Roumanie sont qualifiés respectivement en tant qu'Europe 1, Europe 2, et Europe 3.

## 5. Océanie
Les îles Tonga battent les îles Fidji en matches aller et retour et gagnent le ticket Océanie 1 pour la Coupe du monde
| 12 juin 1993    | Suva       | Fidji | 11 – 24 | Tonga |
| 17 juillet 1993 | Nuku'alofa | Tonga | 10 – 15 | Fidji |